# 21292 Kanetakoichi
21292 Kanetakoichi este o planetă minoră (asteroid) din centura de asteroizi. A fost descoperită pe 7 noiembrie 1996 la Kitami Observatory⁠(d) de Kin Endate. 
Obiectul prezintă o orbită caracterizată de o semiaxă mare de 2,4340271 UAi, o excentricitate de 0,2, o înclinație de 3,16653 ° în raport cu ecliptica.